# Rebecka Edgren Aldén
Eva Rebecka Maria Edgren Aldén, född 9 maj 1972, är en svensk journalist och författare.
Hon arbetade som konceptansvarig och chef över kreativa studion på Bonnier Tidskrifter till och med 2018 och har tidigare bland annat arbetat på Damernas värld och M-magasin; hon har varit chefredaktör på Mama och Family Living. 
Sedan 2018 arbetar hon på heltid som författare. Hon är även skrivlärare på Folkuniversitetet, där hon sedan 2018 håller kvällskurser i att skriva spänning. Hon har även arbetat som manusutvecklare, redaktör och lektör för bokförlag. Hon har även varit moderator på Bokmässan och Crimetime och är sedan 2018 sammankallande ordförande för Crimetime Award.